# Electric Chapel

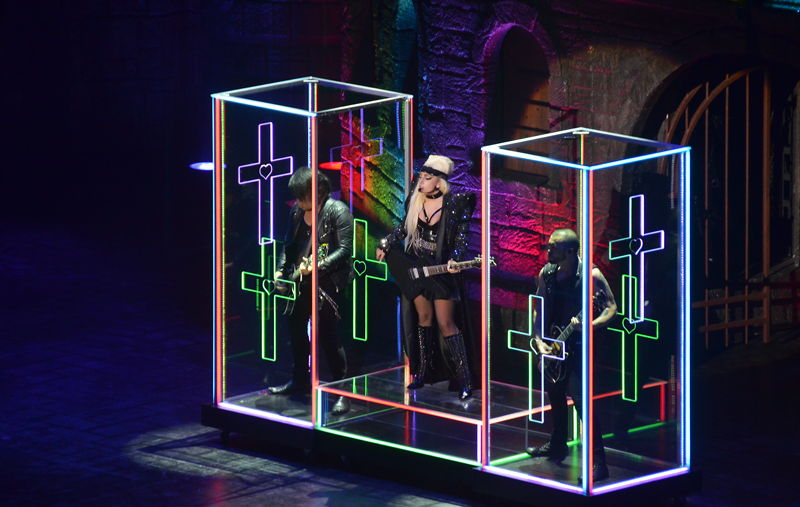
Lady Gaga zingt Electric Chapel in Helsinki, tijdens The Born This way Ball Tour

Electric Chapel is een nummer van de Amerikaanse singer-songwriter Lady Gaga afkomstig van haar derde studioalbum Born This Way.

## Achtergrond
Electric Chapel is geschreven tussen 1 en 9 april 2010 in Australië en afgewerkt in haar tourbus in Europa.
In een interview met SHOWstudio noemde ze de Monster Ball een Electric Chapel, een plek waar haar fans naartoe kunnen gaan. Het gaat om het willen van veiligheid en het vinden van liefde.
Electric Chapel ging in première op 18 mei 2011 in Gagaville, een speciale Gaga versie van Farmville.